# Marshall B. Rosenberg

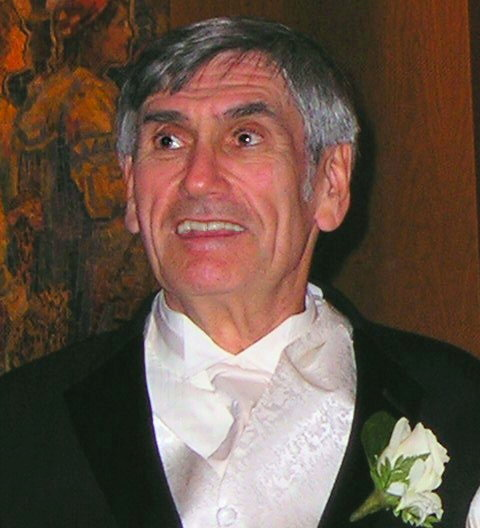
Marshall B. Rosenberg, 2005

Marshall Bertram Rosenberg (* 6. Oktober 1934 in Canton, Ohio; † 7. Februar 2015 in Albuquerque, New Mexico) war ein US-amerikanischer Psychologe und international tätiger Mediator. Er entwickelte das Konzept der Gewaltfreien Kommunikation (GFK; englisch Nonviolent Communication, NVC) und gründete das gemeinnützige Center for Nonviolent Communication. Rosenberg lebte in Albuquerque, New Mexico.

## Leben

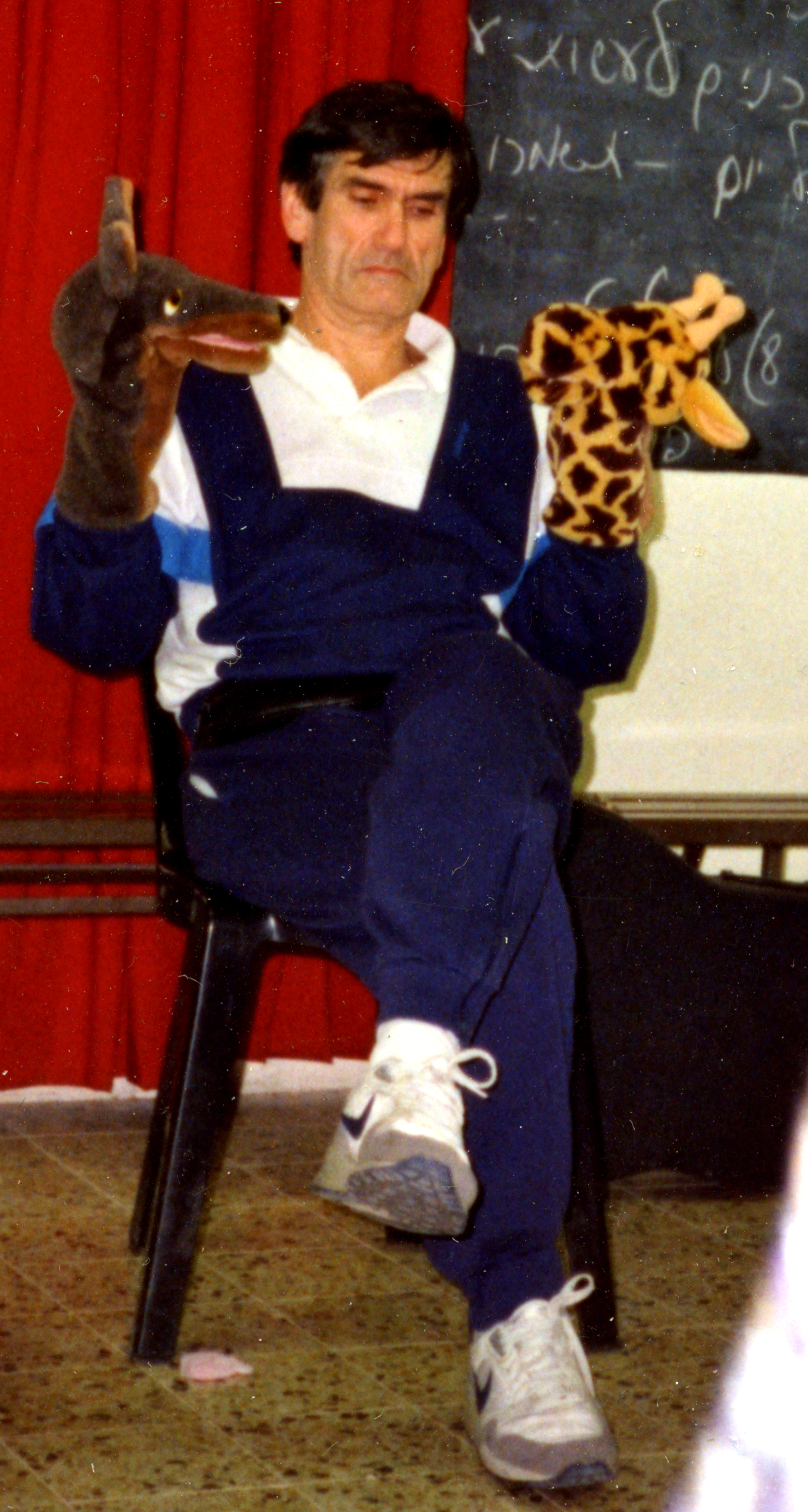
Marshall Rosenberg bei einem Workshop über gewaltfreie Kommunikation, Israel (1990)

Im Jahre 1961 promovierte er als klinischer Psychologe an der University of Wisconsin–Madison. 1963 begann er mit der Entwicklung des GFK-Prozesses. 1966 wurde er zum offiziellen Prüfer in klinischer Psychologie von der amerikanischen Prüfungsbehörde für klinische Psychologen ernannt.
1984 gründete Rosenberg das Center for Nonviolent Communication in Sherman, Texas, um seine Ideen und Ansätze allen Interessierten zugänglich zu machen. Diese Einrichtung ging aus seiner jahrelangen Arbeit hervor, die er mit Bürgerrechtlern in den frühen sechziger Jahren geleistet hat. Mit ihnen hatte er Mediationsprogramme und Trainings zur Verbesserung der Kommunikationsfähigkeit durchgeführt, um Gemeinden zu unterstützen, die die Rassentrennung an Schulen und anderen öffentlichen Einrichtungen überwinden wollten.
Er war Mitglied des Ehrenschutzkomitees der Internationalen Koordination für die Dekade für eine Kultur des Friedens und der Gewaltfreiheit für die Kinder der Welt (2001–2010).
Er starb 2015 im Alter von 80 Jahren.

## Leistungen
Rosenberg verstand die Gewaltfreie Kommunikation als eine Methode zur Verbesserung des zwischenmenschlichen Miteinanders. Gelungene Kommunikation und dauerhaft friedliche Beziehungen gelingen nur bei echtem empathischem Kontakt. Er war überzeugt, dass die Art und Weise unseres Sprechens eine entscheidende Rolle bei unserer Fähigkeit spielt, einfühlsam zu bleiben.
Beeinflusst war seine Arbeit u. a. von den Erkenntnissen seines Lehrers Carl Rogers (Humanistische Psychologie) aus der klientenzentrierten Gesprächstherapie und Überlegungen Gandhis zur Gewaltlosigkeit. Er selbst sagte, dass sein Konzept nichts Neues beinhalte, „alles, was in die GFK integriert wurde, ist schon seit Jahrhunderten bekannt. Es geht also darum, uns an etwas zu erinnern, das wir bereits kennen – nämlich daran, wie unsere zwischenmenschliche Kommunikation ursprünglich gedacht war.“
Mehr als drei Jahrzehnte lang bot er seine Seminare überall in der Welt an, sein Konzept wird inzwischen angewandt in Familien, Schulen, in Psychotherapie und Beratung, Organisationen und Unternehmen und bei diplomatischen und geschäftlichen Verhandlungen. Auch in den Krisen- und Kriegsgebieten greift man auf Rosenberg zurück, um gewaltfreie Kommunikation, selbst zwischen verfeindeten Volksgruppen, zu fördern. So haben 1994 serbische Pädagoginnen und Psychologen, unterstützt von UNICEF, ein dreibändiges Werk zum Erlernen gewaltfreier Kommunikation nach Rosenbergs Methode für Kindergärten und Schulen entwickelt.
Rosenbergs Ziele waren:
- Auflösung unserer alten Muster von Verteidigung, Rückzug und Angriff;
- Reduzierung von Widerstand, Abwehr und gewalttätigen Reaktionen;
- Förderung der Wertschätzung, Aufmerksamkeit und Einfühlung und des Wunsches, von Herzen zu geben;
- Lenkung der Aufmerksamkeit in eine Richtung, in der die Wahrscheinlichkeit steigt, das zu bekommen, wonach wir suchen;
- Entdeckung des Potenzials unseres Einfühlungsvermögens durch die Klärung von Beobachtung, Gefühl und Bedürfnis – statt Diagnose und Verurteilungen.[4]

## Schriften
- Gewaltfreie Kommunikation: Eine Sprache des Lebens. 8. veränd. Auflage. Junfermann, Paderborn 2009, ISBN 978-3-87387-454-1.
- Giraffensprache: Gewaltfreie Kommunikation im Alltag Junfermann, Paderborn 2021, ISBN 978-3-7495-0104-5.
- Nonviolent Communication – A Language of Life. 3. Auflage. PuddleDancer Press, Encinitas CA 2015, ISBN 978-1-892005-28-1.

## Hörbücher
- Gewaltfreie Kommunikation: Eine Sprache des Lebens. Steinbach sprechende Bücher, Schwäbisch Hall 2007, ISBN 978-3-88698-382-7.